# Presa de Les Capmases
La Presa de Les Capmases és una presa situada al massís de la Muntanya Negra, al departament francès del Tarn. Constitueix una reserva d'aigua potable per als municipis que volten Revèl. Forma el llac de Les Capmases.

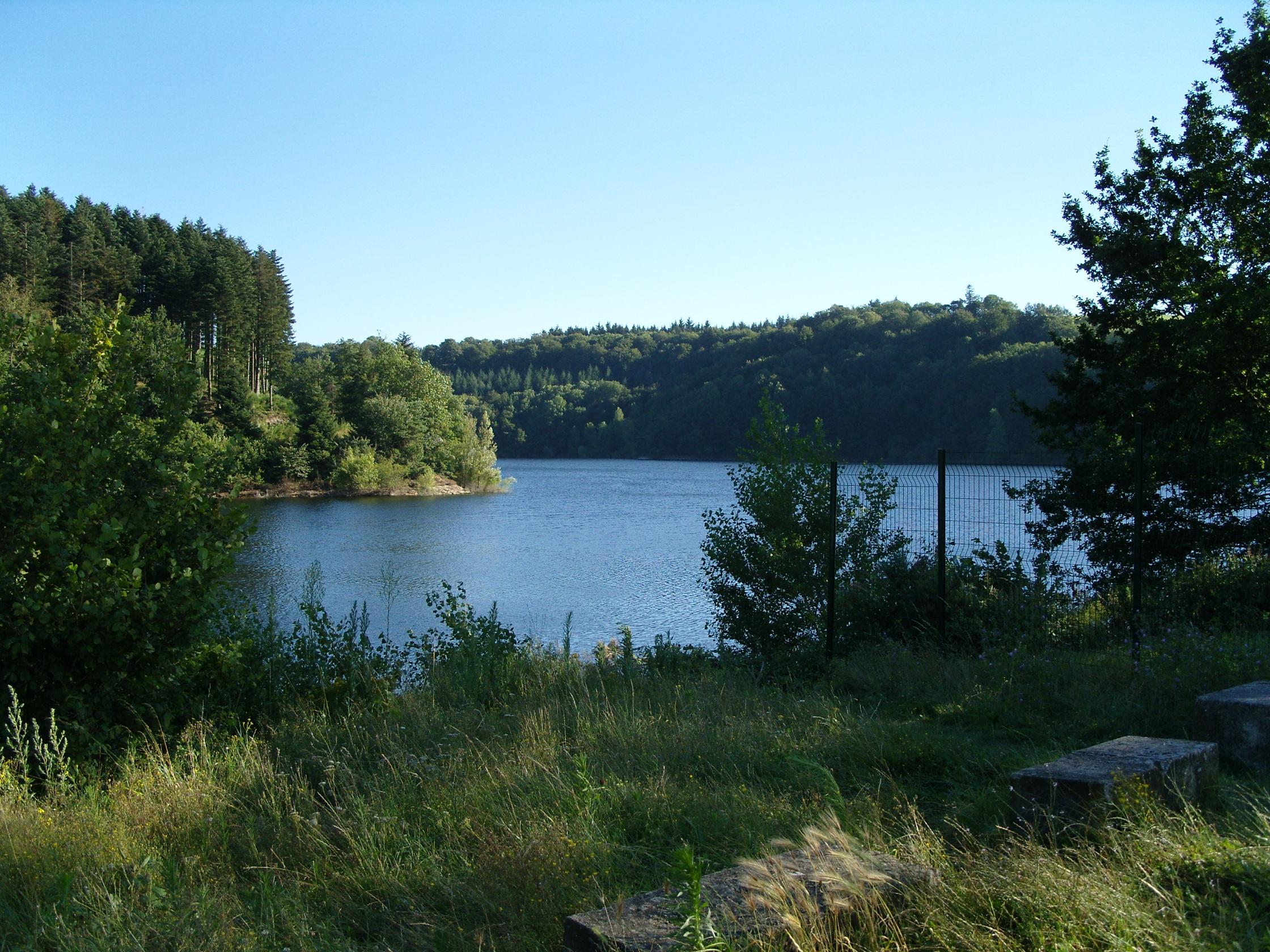
Llac de Les Capmases

## Situació
La presa fou construïda entre 1954 i 1957 i es va posar en servei un any més tard, està situada al curs del riu Sor, en els municipis de Les Capmases, que li dona nom, i de Sorèze al departament del Tarn i també al municipi de Saissac al departament de l'Aude.

## Particularitats
És una presa amb forma còncava, feta amb ciment i situada a la part alta per dos cubs també de ciment. L'alçada màxima és de 70 metres i la llargada de la volta en creta és de 198,50 metres.

## Explotació
L'obra es destina a l'alimentació d'aigua potable i el rec. Alimenta 200 municipis i 10 mil habitants. La superfície de l'aigua és de 90 hectàrees i emmagatzema un total de 18,8 m³ d'aigua. El total de la conca és de 30 km²
La Institution Interdépartamentale d'Aménagement Hydraulique (IIAHM) de la Muntanya Negra és l'encarregada de la gestió de la presa i de conduir l'aigua fins a la planta de tractament de Picotalen.
També serveix com a reserva d'aigua per al Canal del Migdia (es reserven 4 m³).